# Leonie Doege
Leonie Elisabeth Doege (* 20. Februar 1999 in Düsseldorf) ist eine deutsche Fußballtorhüterin.

## Karriere

### Vereine
Doege begann bei dem in Langenfeld im Kreis Mettmann ansässigen Hucklenbrucher Sportverein Langenfeld mit dem Fußballspielen. Von Januar bis Mai 2014 bestritt sie für die C-Junioren elf Punktspiele für den Stadtteilverein SSV Berghausen in der Leistungsklasse Solingen. Für die B-Junioren (Zweitspielrecht) kam sie einmal am 2. November 2014 zum Einsatz, während sie bereits der B-Jugendmannschaft von Bayer 04 Leverkusen angehörte, für die sie bereits im September 2014 das erste von 13 Saisonspielen in der B-Juniorinnen-Bundesliga West/Südwest bestritten hatte. In der Folgesaison, in der sie in den Kader der ersten Mannschaft aufgerückt war, bestritt sie weitere sieben Punktspiele.
In der Saison 2016/17 spielte sie viermal für Zweitvertretung in der drittklassigen Regionalliga West, wobei sie ihr Debüt im Seniorinnenbereich zum Saisonstart am 28. August 2016 bei der 0:2-Niederlage im Heimspiel gegen die Warendorfer SU gab. In der ersten Mannschaft blieb sie hinter Stammtorhüterin Anna Klink ohne Pflichtspiel, lediglich am 21. Mai 2017 (22. Spieltag) kam sie bei der 1:3-Niederlage im Heimspiel gegen den SC Freiburg zu ihrem Bundesligadebüt; da stand der Abstieg ihrer Mannschaft bereits fest.
Mit Abschluss der Allgemeinen Hochschulreife am Landrat-Lucas-Gymnasium in Leverkusen begab sie sich noch im selben Jahr in die Vereinigten Staaten, zwecks Aufnahme eines Studiums an der Butler University in Indianapolis. Für das Sport-Team der Bildungseinrichtung, den Bulldogs, bestritt sie in zwei Spielzeiten 38 Meisterschaftsspiele in der Big East Conference innerhalb der NCAA Division I.
Nach Deutschland zurückgekehrt, spielte sie in von März 2019 bis Dezember 2020 für die erste Mannschaft des HSV Langenfeld in der Gruppe 2 der Landesliga Niederrhein. In der Winterpause wechselte sie zu Borussia Bocholt, der sie von Januar 2021 bis zum 30. Juni 2023 angehörte und in dieser Zeit 51 Punktspiele, davon 30 in der 2. Bundesliga und 21 in der Regionalliga West bestritt.
In die Niederlande gelangt, gehörte sie in der Saison 2023/24 dem Erstligisten FC Twente Enschede an und trug mit fünf Saisonspielen zur Meisterschaft bei.
Am 17. Juli 2024 wurde sie vom Zweitligaaufsteiger VfL Bochum verpflichtet.

### Auswahl-7Nationalmannschaft
Doege kam als Spielerin der Auswahlmannschaft des Fußball-Verbandes Mittelrhein in drei Turnierspielen um den DFB-Länderpokal an der Sportschule Wedau in Duisburg zum Einsatz.
Als Spielerin für den DFB debütierte sie am 4. September 2014 in Lübeck beim 4:3-Sieg der U16-Nationalmannschaft im Freundschaftsländerspiel gegen die U16-Nationalmannschaft Dänemarks. Im Sommer 2015 nahm sie mit der Mannschaft am Turnier um den Nordic-Cup in Dänemark teil und bestritt zwei Begegnungen – unter anderem das mit 0:2 verlorene Finale gegen die U16-Nationalmannschaft der Niederlande. Mit der U17-Nationalmannschaft qualifizierte sie sich im Folgejahr für die Europameisterschaft in Belarus und bestritt alle fünf Turnierspiele. Im Finale wehrte sie im Elfmeterschießen gegen die U17-Nationalmannschaft Spaniens zwei Schüsse vom Punkt ab und hatte somit maßgeblichen Anteil am Titelgewinn. Auch bei der im selben Jahr ausgetragenen U17-Weltmeisterschaft in Jordanien war sie Teil des 21-köpfigen deutschen Aufgebots und erreichte mit der Mannschaft das Viertelfinale, in dem man der Auswahl Spaniens mit 1:2 unterlegen war. 2017 gehörte sie zum erweiterten Kader der U19-Nationalmannschaft und debütierte in dieser Altersklasse am 7. März in La Manga del Mar Menor beim 3:0-Sieg über die U19-Nationalmannschaft Schottlands.

## Erfolge
Nationalmannschaft
- U17-Europameister 2016
- U16-Nordic-Cup-Finalist 2015

Vereine
- Niederländischer Meister 2024